# Шумна
Шумна — река в России, протекает в Ярославской области. Исток находится около деревни Муравейка, протекает через село Новосёлка. Устье реки находится в 65 км по левому берегу реки Сары. Длина реки — 18 км, площадь водосборного бассейна — 106 км²

## Данные водного реестра
По данным государственного водного реестра России, относится к Верхневолжскому бассейновому округу, водохозяйственный участок реки — Волга от Рыбинского гидроузла до города Кострома, без реки Кострома от истока до водомерного поста у деревни Исады, речной подбассейн реки — Волга ниже Рыбинского водохранилища до впадения Оки. Речной бассейн реки — Верхняя Волга до Куйбышевского водохранилища (без бассейна Оки).
Код объекта в государственном водном реестре — 08010300212110000011177.